# Puka (Pöide)
Puka – wieś w Estonii, w prowincji Sarema, w gminie Pöide.